# Ouled Khaled
Ouled Khaled (în arabă أولاد خالد) este o comună din provincia Saïda, Algeria.
Populația comunei este de 30.484 de locuitori (2008).